# One Day at a Time (Em's Version)
Singles de Tupac Shakur
Runnin' (Dying to Live)
(2003) Thugs Get Lonely Too
(2004)
Singles par Eminem
Business
(2002) Just Lose It
(2004)
One Day at a Time (Em's Version) est le second single posthume de Tupac Shakur issu de l'album Resurrection. C'est une reprise de la chanson "One Day at a Time" parue en 1996. Le rappeur américain Eminem, producteur de l'album posthume, apparaît aux côtés du groupe Outlawz.

## Critique
Les critiques négatives qui suivent la sortie de ce single empêchent la création d'un clip. Les journalistes ont trouvé la chanson de départ "dénaturée". Elle s'est classée à la 80e place au Billboard Hot 100.

## Liste des pistes
| No | Titre                                                                            | Auteur               | Producteur(s) | Durée |
| -- | -------------------------------------------------------------------------------- | -------------------- | ------------- | ----- |
| 1. | One Day at a Time (Em's Version) (avec Eminem featuring Outlawz) (version clean) | Tupac Shakur, Eminem | Eminem        | 3:46  |
| 2. | One Day at a Time (Em's Version) (avec Eminem featuring Outlawz) (version dirty) | Tupac Shakur, Eminem | Eminem        | 3:46  |
| 3. | One Day at a Time (Em's Version) (avec Eminem featuring Outlawz) (instrumentale) | Tupac Shakur, Eminem | Eminem        | 3:46  |